# 1951
1951 (MCMLI) fue un año común comenzado en lunes según el calendario gregoriano.

## Acontecimientos

### Enero
- 1 de enero: en Nueva York, la ONU crea el ACNUR (Alto Comisionado de las Naciones Unidas para los Refugiados).
- 4 de enero: las fuerzas comunistas reconquistan la ciudad coreana de Seúl.
- 8 de enero: en Colombia es fundado el club de fútbol Deportes Quindío de la ciudad de Armenia.
- 9 de enero: en Nueva York se inaugura oficialmente la sede de las Naciones Unidas.
- 11 de enero: al norte de Tonkín (China) el grupo guerrillero Vietminh realiza una ofensiva.
- 15 de enero: en Alemania Occidental, Ilse Koch, la «Bruja de Buchenwald», esposa del comandante de ese campo de concentración, es sentenciada a cadena perpetua.
- 17 de enero: en la guerra de Corea, fuerzas de China y la República Popular Democrática de Corea capturan la ciudad de Seúl.
- 20 de enero: en Italia, Suiza y Austria, varias avalanchas sepultan a más de 45.000 personas durante horas; mueren unas 240.
- 26 de enero: se funda Amorebieta en Vizcaya
- 27 de enero: en el campo de pruebas de Nevada, 100 km al noroeste de Las Vegas (Nevada) se inicia la operación Ranger con la explosión de la bomba atómica Able (de 0,5 kilotón), la novena de la Historia humana.
- 28 de enero: en el sitio de pruebas de Nevada ―en el marco de la operación Ranger―, Estados Unidos detona en el aire la bomba atómica Baker (de 8 kilotones).
- 31 de enero: Getúlio Vargas asume como presidente del Brasil por 2ª vez.

### Febrero
- 1 de febrero: en el sitio de pruebas de Nevada ―en el marco de la operación Ranger―, Estados Unidos detona en el aire la bomba atómica Easy (de 1 kilotón).
- 2 de febrero: en el sitio de pruebas de Nevada ―en el marco de la operación Ranger―, Estados Unidos detona en el aire la bomba atómica Baker 2 (de 8 kilotones).
- 3 de febrero: en Checoslovaquia, la policía detiene a Vladimir Clementis, ministro de Asuntos Exteriores.
- 6 de febrero: en el sitio de pruebas de Nevada ―en el marco de la operación Ranger―, Estados Unidos detona en el aire la bomba atómica Fox (de 22 kilotones).
- 12 de febrero: Mohammad Reza Pahlevi se casa con Soraya Esfandiary.
- 13 de febrero: en Londres, Miguel Primo de Rivera y Sáenz de Heredia es designado embajador de España.
- 15 de febrero: en París se inaugura la conferencia sobre la formación de un ejército europeo.
- 15 de febrero: en la frontera con Ecuador se produce un incidente militar en el que mueren dos soldados peruanos (según un comunicado oficial del gobierno de Perú).
- 19 de febrero: en Rocquencourt, cerca de Versalles (Francia) se establece el mando general de las fuerzas de la OTAN.
- 19 de febrero: en Barcelona se estrena la película La revoltosa, protagonizada por Carmen Sevilla y Tony Leblanc.
- 19 de febrero: en Australia es ejecutada Jean Lee, por la tortura y asesinato de un librero de 73 años. Lee será la última mujer ahorcada en ese país.
- 21 de febrero: en el Reino Unido, el primer ministro Winston Churchill decreta la desaparición del DNI.
- 25 de febrero: en Checoslovaquia, las emisoras de radio anuncian el descubrimiento de un complot contra el Gobierno, cuyos instigadores serían Gustav Húsak y Vlado Clementis.
- 25 de febrero: en Buenos Aires (Argentina), el presidente constitucional Juan Domingo Perón inaugura los primeros Juegos Panamericanos (en la imagen).

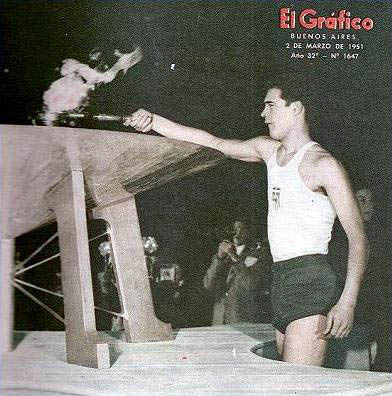
Encendido de Antorcha Panamericana Buenos Aires 1951

- 27 de febrero: en los Estados Unidos se vota la 22.º (vigésimo segunda) enmienda a la Constitución, que limita las presidencias a dos periodos.

### Marzo
- 1 de marzo: en Barcelona se realiza una huelga de usuarios de tranvías.
- 4 de marzo: en Nueva Delhi (India) comienzan los I Juegos Asiáticos.[1]
- 6 de marzo: en los Estados Unidos comienza el juicio a Ethel y Julius Rosenberg por traición.
- 7 de marzo: en Teherán (Irán), un adepto de la cofradía de los fedayínes (asociación secreta análoga a la de los Hermanos Musulmanes) asesina al general Haj Alí Razmara, primer ministro iraní.
- 11 de marzo: en Nueva Delhi (India) culminan los I Juegos Asiáticos.[1]
- Israel crea el Mosad, su servicio de espionaje.
- 20 de marzo: en Irán, la Asamblea de Consulta Nacional ratifica la nacionalización de los petróleos de Irán.
- 21 de marzo: en México inicia sus transmisiones El Canal de las Estrellas.

### Abril
- 1 de abril: en Miyazaki (Japón) se funda la ciudad de Hyuga.
- 5 de abril: en los Estados Unidos el gobierno condena a muerte a Ethel y Julius Rosenberg por espiar a favor de la Unión Soviética.
- 8 de abril: en el atolón Enewetak ―en el marco de la operación Greenhouse―, Estados Unidos detona la bomba atómica Dog (de 70 kilotones), la decimocuarta de la Historia humana.
- 18 de abril: en París, seis estados europeos (Bélgica, Francia, Alemania, Italia, Luxemburgo y los Países Bajos) firman el Tratado de París, por el que se constituye la Comunidad Europea del Carbón y del Acero (antecesora de la Unión Europea).
- 21 de abril: en el atolón Enewetak ―en el marco de la operación Greenhouse―, Estados Unidos detona la bomba atómica Easy (de 47 kilotones).
- 22 de abril: en México― El equipo Atlas Fútbol Club gana su primer campeonato de la primera división de México.
- 23 de abril: en México inicia el Primer Congreso de Academias de la Lengua Española, que finaliza el 6 de mayo con la creación de la Asociación de Academias de la Lengua Española.
- 29 de abril: el equipo de fútbol Atlas, se corona campeón del futbol mexicano torneo 1950-51, no volvería a ser campeón hasta 2021.

### Mayo
- 6 de mayo: en México finaliza el Primer Congreso de Academias de la Lengua Española, iniciado el 23 de abril, con la creación de la Asociación de Academias de la Lengua Española.
- 6 de mayo: Una serie de terremotos de 6,2 sacuden El Salvador dejando un saldo de 1.100 muertos y 4.000 heridos.
- 9 de mayo: en el atolón Enewetak ―en el marco de la operación Greenhouse―, Estados Unidos detona la bomba atómica George (de 225 kilotones), la decimosexta de la Historia humana. Es el primer experimento de una bomba termonuclear, con núcleo de deuterio.
- 25 de mayo: en el atolón Enewetak ―en el marco de la operación Greenhouse―, Estados Unidos detona la bomba atómica Ítem (de 45,5 kilotones), la decimoséptima de la Historia humana. Es la primera bomba aumentada con tritio.

### Julio
- 3 de junio: en Ciudad del Vaticano, el papa Pio XII beatifica al papa Pio X.
- 5 de julio: William Shockley inventa el transistor de unión.
- 18 de julio: formación del sexto Gobierno nacional de España (1951-1956), presidido por el dictador Francisco Franco.
- 20 de julio: en la ciudad de Caracas, capital de Venezuela es fundada la organización con fines políticos Frente Electoral Independiente movimiento que aglutinó a algunos simpatizantes de la Junta Militar de Gobierno presidida por el Dr. Germán Suárez Flamerich, con el propósito de apoyar a Marcos Pérez Jiménez para las elecciones de 1952.

### Agosto
- 10 de agosto: en Ion Sion (Rumania) se registra la temperatura más alta en la Historia de ese país: 44,5 °C (112,1 °F).
- 13 de agosto: en Turquía se registra un terremoto de 6,9 que deja 50 muertos y más de 3.000 heridos.
- 22 de agosto: en la avenida Nueve de Julio, en Buenos Aires (Argentina) se realiza el Cabildo Abierto del Justicialismo para presentar a Perón-Evita, la Fórmula de la Patria. Sin embargo, Evita Perón renuncia a participar en la fórmula presidencial (para la reelección del presidente Perón).
- 31 de agosto: la empresa alemana Deutsche Grammophon presenta el primer LP (elepé).

### Septiembre
- 10 de septiembre: en el Reino Unido adopta un programa de medidas de boicot económico contra Irán como represalia por la nacionalización del petróleo.
- 24 de septiembre: en el sitio de pruebas atómicas en Semipalatinsk (Kazajistán) la Unión Soviética hace detonar su segunda bomba atómica (la decimoctava de la Historia humana).

### Octubre
- 17 de octubre: en Buenos Aires inicia sus transmisiones el primer canal de televisión de Argentina: Canal 7. Transmite el multitudinario acto político del Día de la Lealtad Peronista con un discurso de Evita Perón.
- 18 de octubre: en el Semipalatinsk (Kazajistán) la Unión Soviética hace detonar a 380 m de altura su tercera bomba atómica (la decimonovena de la Historia humana), Mariya (que la CIA bautizó como Joe-3), de 42 kilotones. Es la primera prueba soviética con una bomba arrojada desde un avión.
- 22 de octubre: en el sitio de pruebas nucleares de Nevada, Estados Unidos detona desde una torre la bomba atómica táctica Able, que por error resulta de muy débil potencia (0,0004 kilotones). Es la primera de la Operación Buster-Jangle (que expondrá de manera no voluntaria durante un mes a unos 6500 soldados de infantería a siete explosiones atómicas en un mes, con propósitos de entrenamiento).
  - en Taiwán, una serie de terremotos, hasta el 5 de diciembre, de 7,1 a 7,8 dejan 85 muertos.
- 26 de octubre: en el Reino Unido, Winston Churchill inicia su segundo mandato como primer ministro.
- 28 de octubre: en el sitio de pruebas nucleares de Nevada, Estados Unidos detona la bomba atómica Baker (de 3,5 kilotones) dejándola caer desde un bombardero B-50. Es la segunda de la Operación Buster-Jangle.
- 29 de octubre: Finaliza el divorcio entre el cantante Frank Sinatra y Nancy Barbato.
- 30 de octubre: en el sitio de pruebas nucleares de Nevada, Estados Unidos detona la bomba atómica Charlie (de 14 kilotones) dejándola caer desde un bombardero B-50. Es la tercera de la Operación Buster-Jangle.
- 30 de octubre: en Colombia, Roberto Urdaneta Arbeláez ocupa la presidencia.

### Noviembre
- 1 de noviembre: en el sitio de pruebas nucleares de Nevada, Estados Unidos detona la bomba atómica Dog (de 21 kilotones) dejándola caer desde un bombardero B-50. Es la cuarta de la Operación Buster-Jangle.
- 7 de noviembre: El cantante y actor Frank Sinatra contrae nupcias con la actriz Ava Gardner (Ava Lavinia Gardner).
- 5 de noviembre: en el sitio de pruebas nucleares de Nevada, Estados Unidos detona la bomba atómica Easy (de 31 kilotones) dejándola caer desde un bombardero B-45. Es la quinta de la Operación Buster-Jangle.
- 11 de noviembre: en Argentina, Juan Domingo Perón es reelegido presidente.
- 19 de noviembre: en la superficie del sitio de pruebas nucleares de Nevada, Estados Unidos detona la bomba atómica Sugar (de 1,2 kilotones). Es la sexta de la Operación Buster-Jangle.
- 29 de noviembre: en un pozo a 5 m en el sitio de pruebas nucleares de Nevada, Estados Unidos detona la bomba atómica subterránea Uncle (de 1,2 kilotones). Es la séptima y última de la Operación Buster-Jangle (que expuso de manera no voluntaria durante un mes a unos 6500 soldados de infantería a siete explosiones atómicas con propósitos de entrenamiento).

### Diciembre
- 11 de diciembre: en Buenos Aires se funda oficialmente el Partido Revolucionario Febrerista, un partido socialista de Paraguay.
- 24 de diciembre: Libia se independiza de Italia.
- 27 de diciembre: en el cerro Delgado Chalbaud de la sierra Parima (Venezuela) la Expedición Franco-Venezolana, al mando Mayor Franz Rísquez Iribarren, logra llegar a las tan buscadas fuentes del gran río Orinoco.

## Nacimientos

### Enero

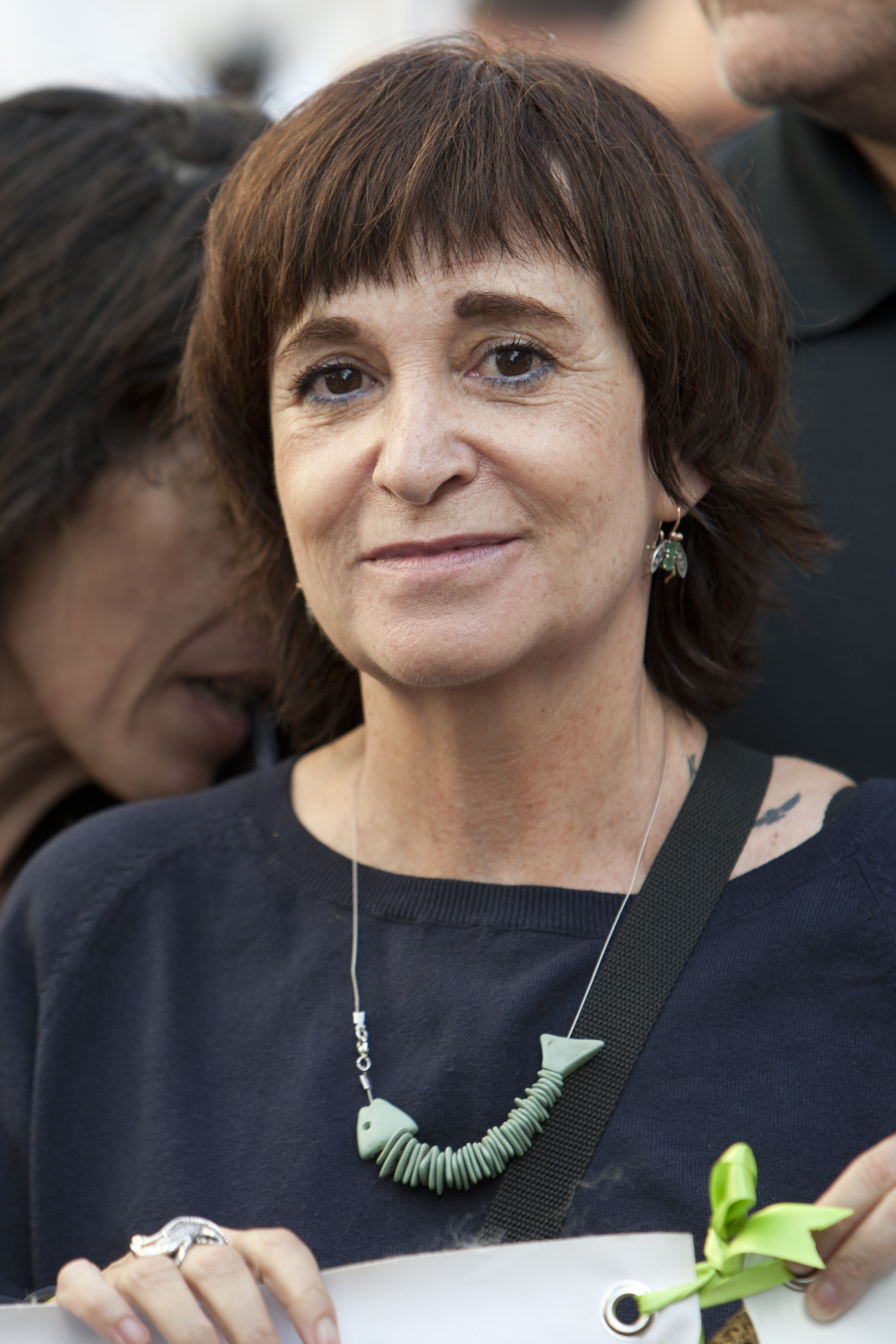
Rosa Montero

- 3 de enero: Rosa Montero, periodista y escritora española.
- 7 de enero: Gustavo Gómez López, abogado, banquero y empresario venezolano.
- 8 de enero: John McTiernan, cineasta y guionista estadounidense.
- 10 de enero: Ronni Moffitt, activista estadounidense, asesinada con Orlando Letelier (f. 1976).
- 11 de enero: La Mona Jiménez, cantante cuartetero argentino.
- 12 de enero: 
  - Kirstie Alley, actriz estadounidense (f. 2022).
  - Rush Limbaugh, locutor conservador estadounidense (f. 2021).
- 13 de enero: Kim Manners, director y productor de televisión estadounidense (f. 2009).
- 15 de enero: Charo, cantante, bailarina, humorista, actriz y guitarrista española, radicada en Estados Unidos.

- 14 de enero: 
  - Carme Elías, actriz española.

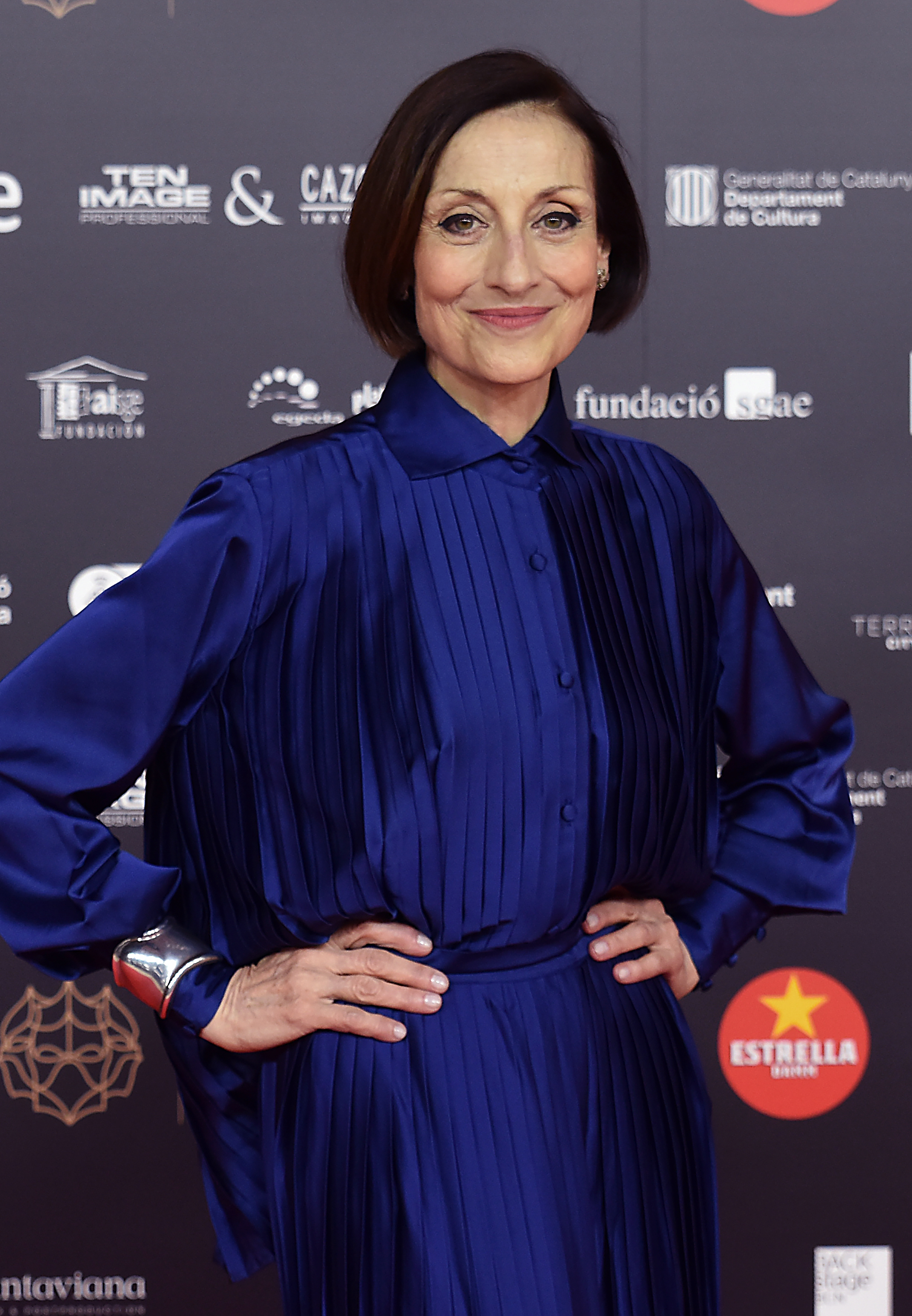
Carme Elías

  - Elizabeth Dupeyrón, actriz mexicana.
- 20 de enero: Ian Hill, bajista británico de rock (Judas Priest).
- 23 de enero: Chesley Sullenberger, aviador estadounidense.
- 23 de enero: Ángela Carrasco, cantante y actriz dominicana,
- 25 de enero: Steve Prefontaine, corredor estadounidense (f. 1975).

- 30 de enero: 

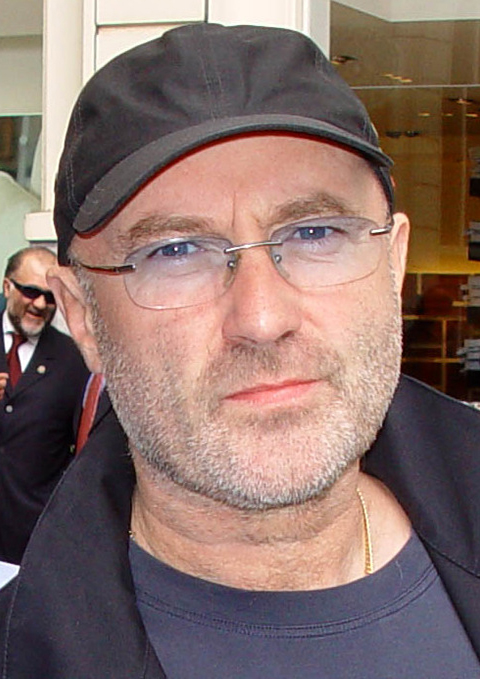
Phil Collins

  - Phil Collins, cantante y músico británico.
  - Charles S. Dutton, actor estadounidense.
- 31 de enero: Phil Manzanera, músico británico.

### Febrero
- 1 de febrero: Albert Salvadó, escritor andorrano.
- 3 de febrero: 
  - Felipe Muñoz Kapamas, nadador olímpico mexicano.
  - Blaise Compaoré, expresidente de Burkina Faso.
- 5 de febrero: Ryūsei Nakao, seiyū japonés.
- 6 de febrero: Darío Gómez, cantautor colombiano de música popular (f. 2022).
- 10 de febrero: Roque Narvaja, músico argentino.
- 14 de febrero: Kevin Keegan, futbolista y entrenador británico.
- 15 de febrero: 
  - Jane Seymour, actriz británica.
  - Luis Eduardo Garzón, político colombiano.
- 16 de febrero: Juan Carlos Oblitas, futbolista peruano.
- 20 de febrero: 
  - Anthony Davis, compositor y pianista estadounidense de jazz.
  - Gordon Brown, político británico.
  - Randy California, músico estadounidense (f. 1997).
- 24 de febrero: 
  - Debra Jo Rupp, actriz estadounidense.
  - Helen Shaver, actriz canadiense.
  - Laimdota Straujuma, primera ministra letona.
- 25 de febrero: Don Quarrie, atleta jamaicano.

### Marzo
- 4 de marzo: Kenny Dalglish, futbolista y entrenador británico.
- 9 de marzo: Zakir Hussain, músico indio.
- 11 de marzo: Steve David, futbolista trinitense.
- 12 de marzo: Diego Edison Umaña, exfutbolista y entrenador colombiano.
- 17 de marzo: 
  - Kurt Russell, actor estadounidense.
  - Carlos Eduardo Ball, locutor radial venezolano. (f. 2020).
  - Carmenza Duque, cantante y actriz colombiana (f. 2025).
- 18 de marzo:
  - Ana Obregón, actriz española.
- 20 de marzo: Jimmie Vaughan, músico estadounidense.

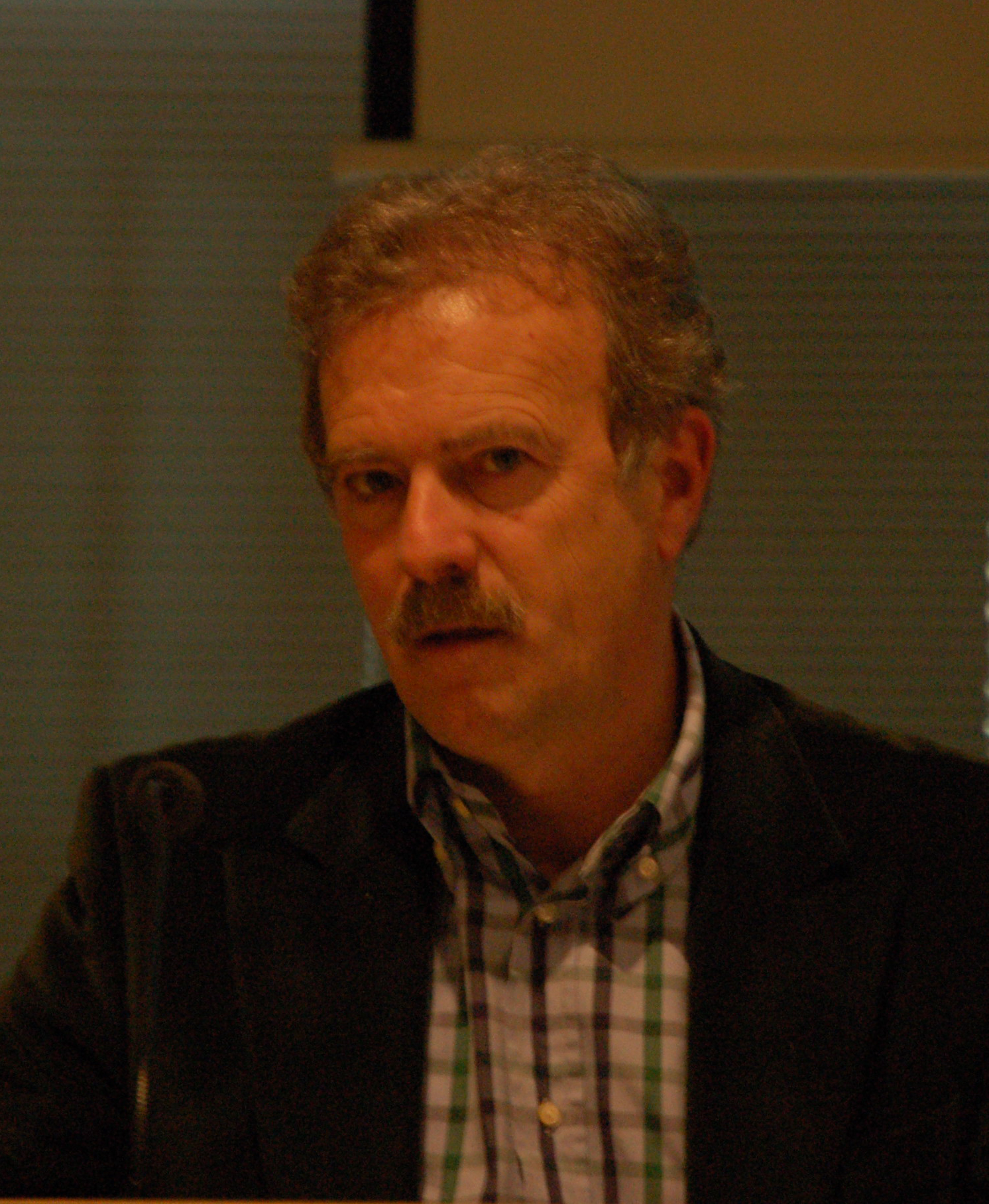
Manuel Campo Vidal

- 21 de marzo: Antonio La Palma, futbolista y entrenador italiano.
- 26 de marzo: Carl E. Wieman, físico estadounidense.
- 30 de marzo: 
  - Jorge Alemán, psicoanalista, filósofo, politólogo, poeta y escritor argentino.
  - Manuel Campo Vidal, periodista español.

### Abril
- 3 de abril: Cristina Lemercier, actriz y presentadora de TV argentina (f. 1996).
- 4 de abril: Mercedes Milá, periodista española.
- 8 de abril: 
  - Joan Sebastian, cantante y compositor mexicano (f. 2015).
  - Geir H. Haarde, político islandés.
- 10 de abril: Steven Seagal, actor y aikidoka estadounidense.
- 11 de abril: Gato Pérez (Javier Patricio Pérez), cantautor hispanoargentino (f. 1990).
- 14 de abril: Justine Kasa-Vubu, política congoleña (RDC).
- 17 de abril: Olivia Hussey, actriz estadounidense de origen argentino.
- 17 de abril: Horst Hrubesch, futbolista alemán.
- 20 de abril: Luther Vandross, cantante estadounidense (f. 2005).
- 21 de abril: Fernando Jaramillo Paredes, músico colombiano, director de la orquesta Los Tupamaros (f. 2014).
- 22 de abril: José Fernando Castro, político colombiano (f. 2008).
- 24 de abril: Enda Kenny, primer ministro irlandés.
- 25 de abril: Soledad Gallego-Díaz, periodista española.
- 26 de abril: Diego Verdaguer, cantante mexicano-argentino (f. 2022).
- 26 de abril: Tito Valverde, actor español.
- 27 de abril: 
  - Ace Frehley, guitarrista estadounidense, de la banda Kiss.
  - Viviane Reding, política luxemburguesa.
- 29 de abril: Dale Earnhardt, piloto de automóviles estadounidense (f. 2001).

### Mayo

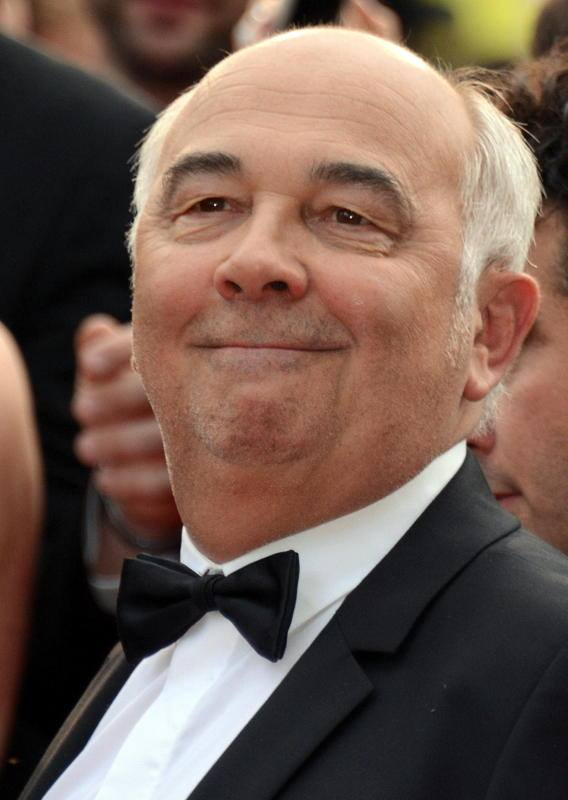
Gérard Jugnot

- 1 de mayo: Geoff Lees, piloto británico de automovilismo.
- 4 de mayo: 
  - Gérard Jugnot, actor y cineasta francés
  - Jackie Jackson, cantante estadounidense, de la banda The Jackson 5.
  - Mick Mars, guitarrista de la banda estadounidense, de la banda Mötley Crüe.
- 8 de mayo: Ricardo Tobón Restrepo, arzobispo católico colombiano.
- 11 de mayo: 
  - Andrés Pérez Araya, director de teatro y actor chileno.
  - Ricardo Rubio, escritor, poeta y dramaturgo argentino.
- 15 de mayo: Frank Wilczek, físico estadounidense.
- 16 de mayo: 
  - Claudio Baglioni, compositor italiano.
  - Rubén Alberto Gómez, delincuente y torturador militar argentino.
  - Christian Lacroix, diseñador de modas francés.
- 19 de mayo: Joey Ramone, músico estadounidense.
- 21 de mayo: 
  - Al Franken, cómico y político estadounidense.
  - William Vinasco, periodista narrador deportivo, empresario de radio y político colombiano.
  - Lolita Ayala, presentadora y periodista mexicana.
- 23 de mayo: Anatoli Kárpov, ajedrecista ruso.
- 27 de mayo: 
  - Ana Belén, actriz y cantante española.
  - Reynaldo Vasco Uribe, poeta argentino (f. 2014).
- 30 de mayo: 
  - Miguel Lucero Palma, político mexicano.
  - Stephen Tobolowsky, actor estadounidense.

### Junio
- 2 de junio: 
  - Edgardo Codesal Méndez, árbitro mexicano.
  - Rubén Mattos, cantante y compositor argentino.
  - Arnold Mühren, futbolista neerlandés.
  - Raúl Saldívar, político chileno.
  - Khattiya Sawasdiphol, militar tailandés (f. 2010).
- 3 de junio: Jill Biden, primera dama de los Estados Unidos.
- 6 de junio: 
  - Carlos Pizarro Leongómez, político y guerrillero colombiano (f. 1990).
  - Noritake Takahara, piloto de automovilsimo japonés.
- 8 de junio: 
  - Miguel Ángel Moratinos Cuyaubé, político y diplomático español.
  - Bonnie Tyler, cantante galesa.
- 9 de junio: Carlos Oteyza, director de cine, historiador y guionista venezolano.
- 10 de junio: Alicia Giménez Bartlett, una filóloga y escritora española.
- 16 de junio: Emoé de la Parra, actriz mexicana.
- 19 de junio: Aymán az Zawahirí, terrorista y cirujano egipcio (f. 2022).
- 21 de junio: Nils Lofgren, músico estadounidense.
- 22 de junio: Rosario Murillo, poetisa y política nicaragüense.
- 23 de junio: Michèle Mouton, piloto francesa de automovilismo.
- 24 de junio: Myint Swe, político birmano.
- 27 de junio: Mary McAleese, expresidenta irlandesa.
  - Julia Duffy, actriz estadounidense.
- 29 de junio: 
  - Don Rosa, ilustrador estadounidense (Pato Donald).
  - Jaume Rovira, dibujante español.

### Julio
- 1 de julio: 
  - Kalpana Chawla, doctora en ingeniería espacial y astronauta de la NASA, procedente de la India (f.2003)..
  - Fred Schneider, músico estadounidense.
- 6 de julio: Geoffrey Rush, actor australiano.
- 8 de julio: Anjelica Huston, actriz y cineasta estadounidense.
- 11 de julio: 
  - Bonnie Pointer, cantante estadounidense, de la banda The Pointer Sisters.
  - Miguel Ángel Polti, guerrillero argentino asesinado en la Masacre de Trelew (f. 1972).
  - Evelyn Scheidl, conductora de televisión y exmodelo argentina.
- 12 de julio: 
  - Jaime Mayor Oreja, político español.
  - Jamey Sheridan, actor estadounidense.
  - Antoni Asunción, político y empresario español (f. 2016).
- 15 de julio: 
  - Gregory Isaacs, músico jamaiquino (f. 2010).
  - Jesse Ventura, luchador y político estadounidense.
  - Nelson Martínez, político venezolano (f. 2018).

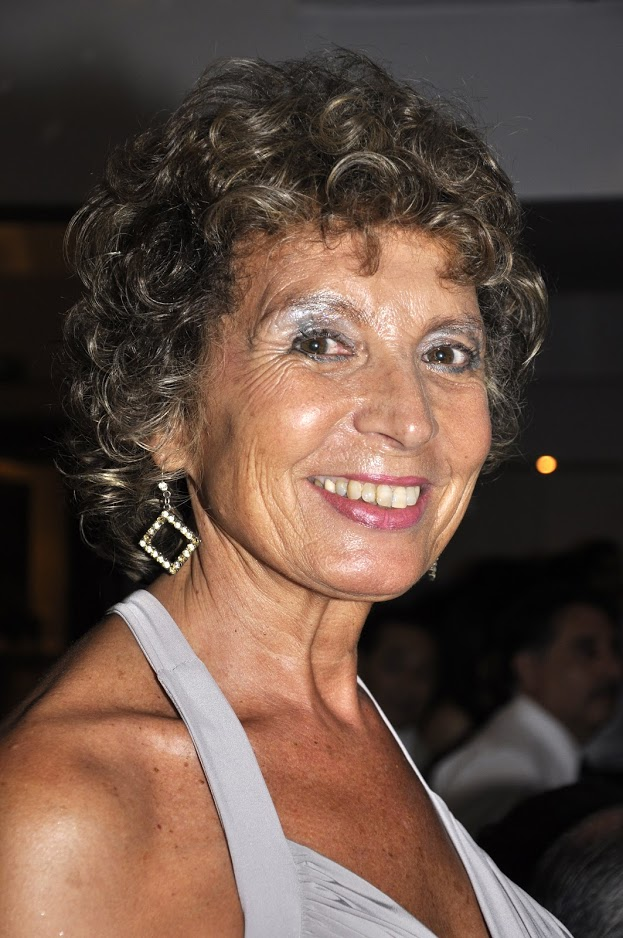
Irene Bianchi

- 17 de julio: Irene Bianchi, periodista, crítica teatral, actriz y traductora argentina.
- 18 de julio: Elio Di Rupo, político belga.
- 19 de julio: Abel Ferrara, cineasta estadounidense.

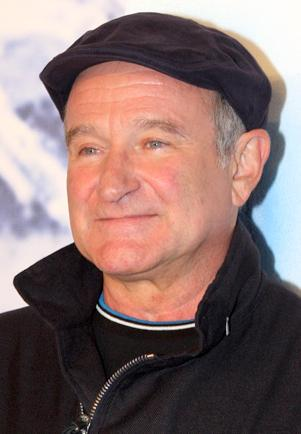
Robin Williams

- 21 de julio: Robin Williams, actor y humorista estadounidense (f. 2014).
- 22 de julio: Daniel Ciobotea, patriarca de la Iglesia Ortodoxa Rumana.
- 24 de julio: Lynda Carter, actriz estadounidense.
- 26 de julio: Sabine Leutheusser-Schnarrenberger, política alemana.
- 27 de julio: Eduardo Gómez, actor español (f. 2019).
- 28 de julio: 
  - Alfredo Pérez Rubalcaba, político español, ministro del Interior desde 2006 (f. 2019).
  - Santiago Calatrava, arquitecto e ingeniero español.

### Agosto
- 1 de agosto: 
  - Tommy Bolin, guitarrista estadounidense (f. 1976).
  - Constanza Duque, actriz colombiana.
- 5 de agosto: Gustavo Bueno Wunder, actor peruano.
- 6 de agosto: Catherine Hicks, actriz estadounidense.
- 8 de agosto: Louis van Gaal, futbolista y entrenador neerlandés.
- 10 de agosto: 
  - Milton Becerra, artista plástico venezolano.
  - Ricardo López Murphy, economista y político argentino.
  - Juan Manuel Santos, político colombiano, presidente desde 2010 a 2018.
- 12 de agosto: Vicente Muleiro, escritor, dramaturgo y periodista argentino.
- 13 de agosto: Dan Fogelberg, músico estadounidense (f. 2007).
- 14 de agosto: Rita Segato, escritora, antropóloga y activista feminista argentina.
- 15 de agosto: Ada Maza, política argentina.
- 17 de agosto: 
  - Mario Callejo, aviador argentino.
  - Richard Hunt, titiritero estadounidense, de Los Muppets (f. 1992).
  - Robert Joy, actor canadiense.

- 19 de agosto: 

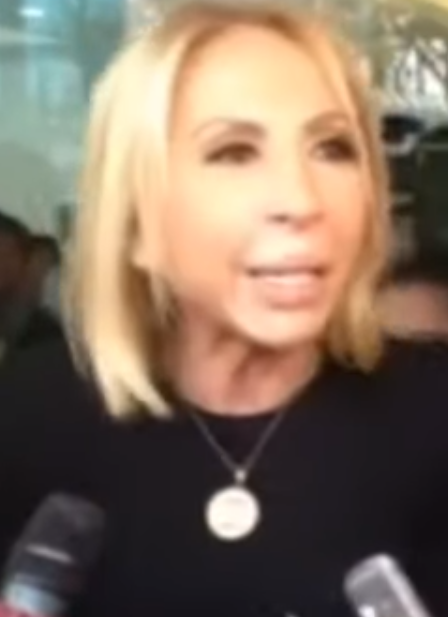
Laura Bozzo

  - Laura Bozzo, presentadora peruana de televisión.
  - John Deacon, bajista británico, de la banda Queen.
  - Jean-Luc Mélenchon, político francés.
  - Ana Miranda, novelista, poetisa y exactriz brasileña.
  - Gustavo Santaolalla, compositor y guitarrista argentino.
- 20 de agosto: 
  - Francisco Javier Delicado Martínez, historiador, ensayista y crítico de arte español.
  - Greg Bear, escritor estadounidense de ciencia ficción.
- 23 de agosto: Cholo Valderrama, cantautor colombiano de música llanera.
- 24 de agosto: 
  - Hélmer Herrera, narcotraficante colombiano (f. 1998).
  - Oscar Hijuelos, escritor estadounidense (f. 2013).
  - Orson Scott Card, escritor estadounidense.
- 25 de agosto: Rob Halford, vocalista británico.
- 26 de agosto: Liliana Caldini, actriz y modelo argentina (f. 2022).
- 29 de agosto: Craig Cline, bloguero e informático estadounidense (f. 2006).
- 30 de agosto: 
  - Timothy Bottoms, actor y productor estadounidense.
  - Dana, cantante y política irlandesa.
  - Wilson Manyoma, cantante colombiano (f. 2025).

### Septiembre
- 2 de septiembre: Mark Harmon, actor estadounidense.
- 3 de septiembre: Eusebio Ruvalcaba, escritor mexicano.
- 4 de septiembre: 
  - Rosa León, cantante española.
  - Martin Chambers, baterista británico, de la banda The Pretenders.
  - María Luisa Geiszer, política argentina.

- 5 de septiembre: 
  - Paul Breitner, futbolista alemán.

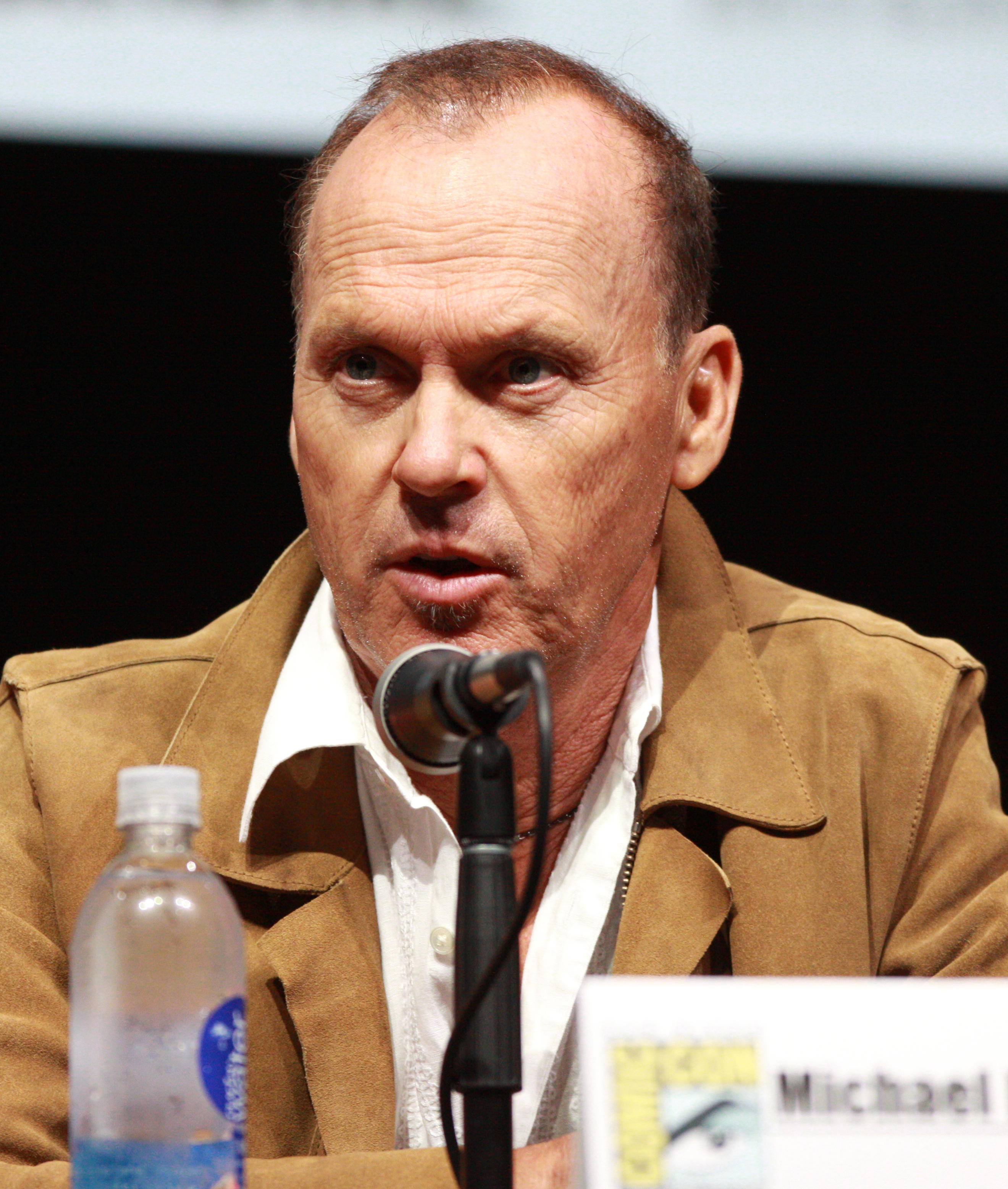
Michael Keaton.

  - Michael Keaton, actor estadounidense.
  - Juan Ramón de la Fuente, médico mexicano.
  - Patti McGuire, modelo estadounidense.
- 7 de septiembre: Chrissie Hynde cantante, guitarrista y líder de la banda estadounidense The Pretenders.
- 9 de septiembre: Alexander Downer, político australiano.
- 12 de septiembre: 
  - Bertie Ahern, político irlandés.
  - Joe Pantoliano, actor estadounidense.
  - Sabú, cantante y actor argentino (f. 2005).
- 13 de septiembre: Jean Smart, actriz estadounidense.
- 14 de septiembre: Michi Panero, hedonista, un diletante y escritor ocasional español (f. 2004).
- 15 de septiembre: Federico Jiménez Losantos, periodista español.
- 17 de septiembre: Mariano Cívico, cantante y músico puertorriqueño (f. 2013).
- 18 de septiembre: Poncho Zuleta, cantautor colombiano de música vallenata.
- 20 de septiembre: Javier Marías, escritor y editor español.
- 21 de septiembre: Bruce Arena, futbolista y entrenador estadounidense.
- 23 de septiembre: Carlos Holmes Trujillo, político colombiano (f. 2021).

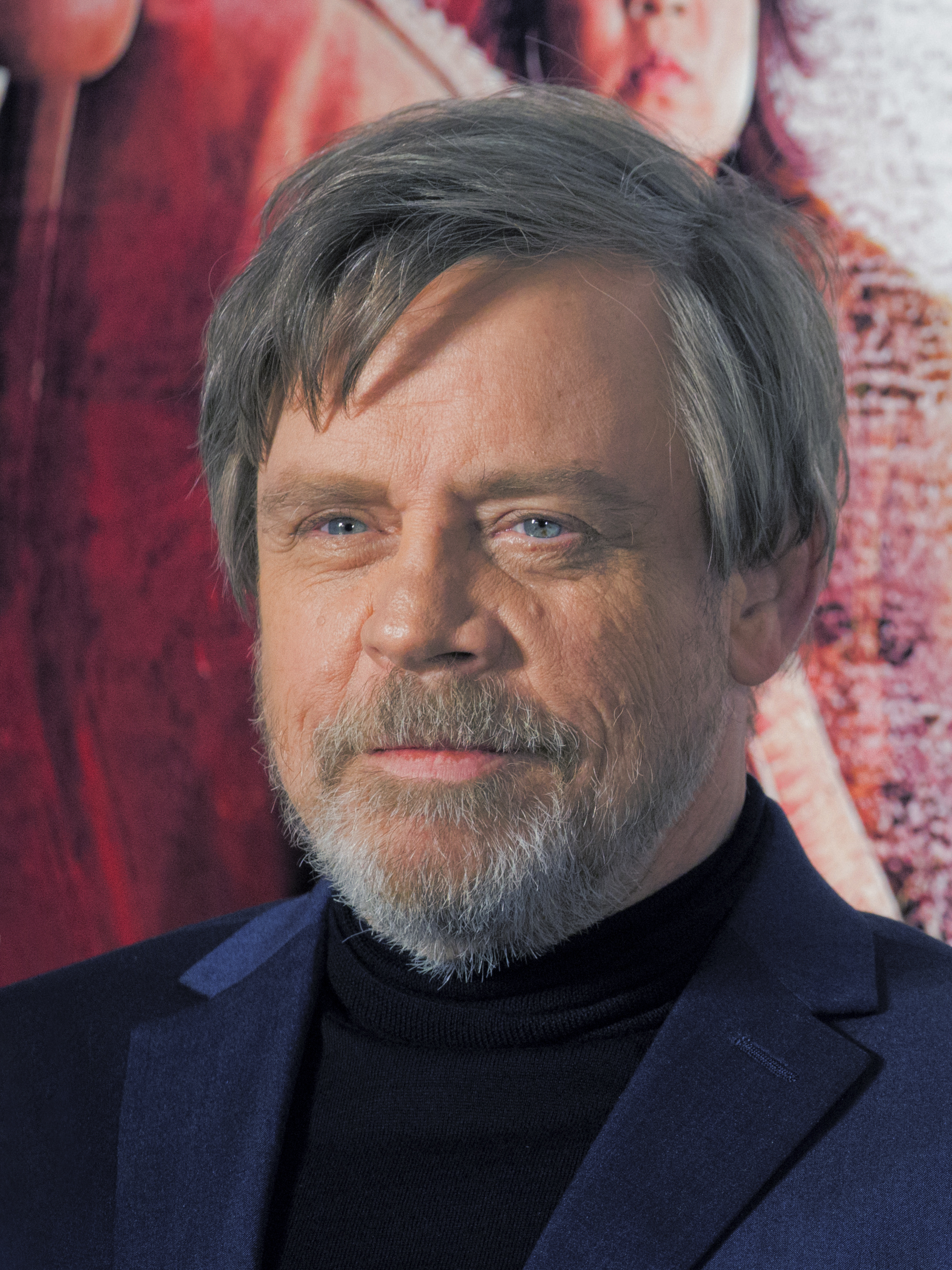
Mark Hamill

- 25 de septiembre: Mark Hamill, actor estadounidense.
- 29 de septiembre: 
  - Michelle Bachelet, médica, política y primera presidenta chilena.
  - Andrés Caicedo, escritor colombiano (f. 1977).

### Octubre
- 2 de octubre: 
  - Sting, músico británico.
  - Romina Power, actriz y cantante italo-estadounidense.
- 5 de octubre: Bob Geldof, músico irlandés.
- 6 de octubre: Manfred Winkelhock, piloto de automovilismo alemán (f. 1985).
- 9 de octubre: Robert Wuhl, actor y comediante estadounidense.

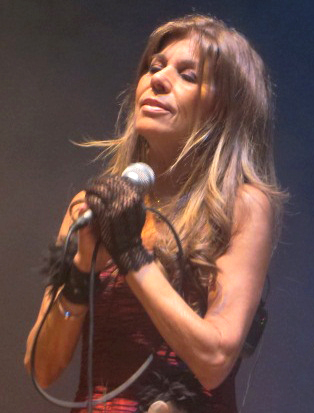
Jeanette

- 10 de octubre: Jeanette, cantante anglo-hispana.
- 13 de octubre: Pinij Jarusombat, político tailandés.
- 15 de octubre: Miguel Alfonso Murillo, actor colombiano (f. 2017).
- 16 de octubre: Morgan Stevens, actor estadounidense (f. 2022).
- 17 de octubre: Luis Pérez Pons, actor y comediante venezolano (f. 2023).
- 18 de octubre: Pam Dawber, actriz estadounidense.
- 20 de octubre: Alma Muriel, actriz mexicana (f. 2014).

- 23 de octubre: 
  - Charly García, músico argentino.

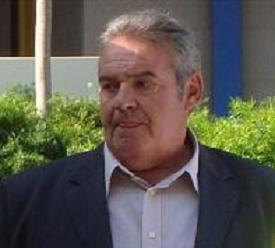
Ángel de Andrés López

  - Ángel de Andrés López, actor español, en Las cosas del querer y ¿Qué he hecho yo para merecer esto? (f. 2016).
  - Federico Moura, músico argentino.
- 27 de octubre: Yordano, músico italo-venezolano.
- 28 de octubre: Rodrigo Obregón, actor colombiano (f. 2019).
- 31 de octubre: Santos Pastor, catedrático, economista y jurista español.

### Noviembre
- 2 de noviembre: Ricardo Luis Alfonsín, abogado y político argentino, hijo del expresidente Raúl Alfonsín.
- 8 de noviembre: 
  - Angelina Abbona, abogada y política argentina.
- 9 de noviembre
  - Karen Dotrice, actriz británica.
  - Alfredo Astiz, marino y criminal argentino.
- 11 de noviembre: Bill Moseley, actor estadounidense.
- 14 de noviembre: 
  - Alberto Asarta, militar y político español.
  - Zhang Yimou, cineasta chino.
- 15 de noviembre: 
  - Ivonne Fournery, actriz argentina.
- 16 de noviembre: 
  - Sibila Camps, periodista, escritora y docente argentina.
  - Miguel Sandoval, actor estadounidense.
- 17 de noviembre: Dean Paul Martin, animador y artista estadounidense (f. 1987).
- 19 de noviembre: José María Fraguas de Pablo, realizador español.
  - José Vélez, cantautor español.
- 20 de noviembre: 
  - León Gieco, cantautor argentino.
  - Rodger Bumpass, actor estadounidense.

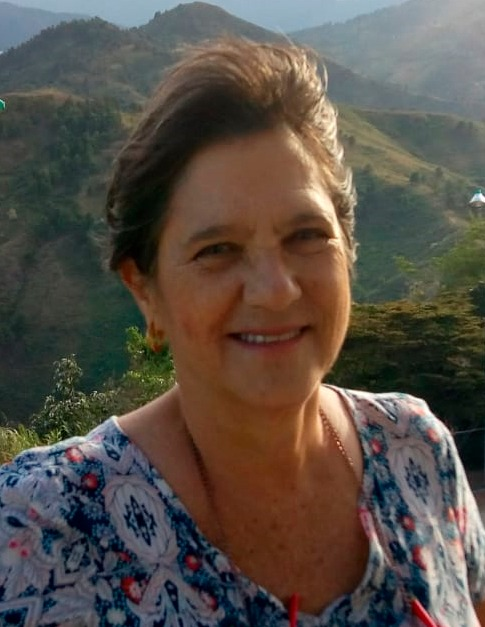
Margarita Londoño Vélez

- 23 de noviembre: Margarita Londoño Vélez, escritora colombiana.
- 25 de noviembre: Arturo Pérez-Reverte, periodista y escritor español.
- 27 de noviembre: 
  - Kathryn Bigelow, cineasta estadounidense.
  - Vera Fischer, actriz brasileña.
- 29 de noviembre: John Stagliano, director estadounidense de cine porno.

### Diciembre
- 1 de diciembre: Jaco Pastorius, bajista estadounidense (f. 1987).
- 3 de diciembre: Mercedes Cabrera Calvo-Sotelo, socióloga, historiadora y política española.
- 8 de diciembre: Bill Bryson, periodista y escritor estadounidense.
- 11 de diciembre: Spike Edney, tecladista y guitarrista británico, músico de apoyo de la banda Queen.
- 14 de diciembre: 
  - Amy Hempel, escritora estadounidense.
  - Jan Timman, ajedrecista neerlandés.
  - Celia Weston, actriz estadounidense.
  - Paul Zaloom, actor y titiritero estadounidense.
- 15 de diciembre: Avelino Corma, químico español.
- 21 de diciembre: Manolo Tena, cantante español (f. 2016).
- 26 de diciembre: Hilda Carrero actriz venezolana
- 27 de diciembre: Ernesto Zedillo, presidente mexicano entre 1994 y 2000.

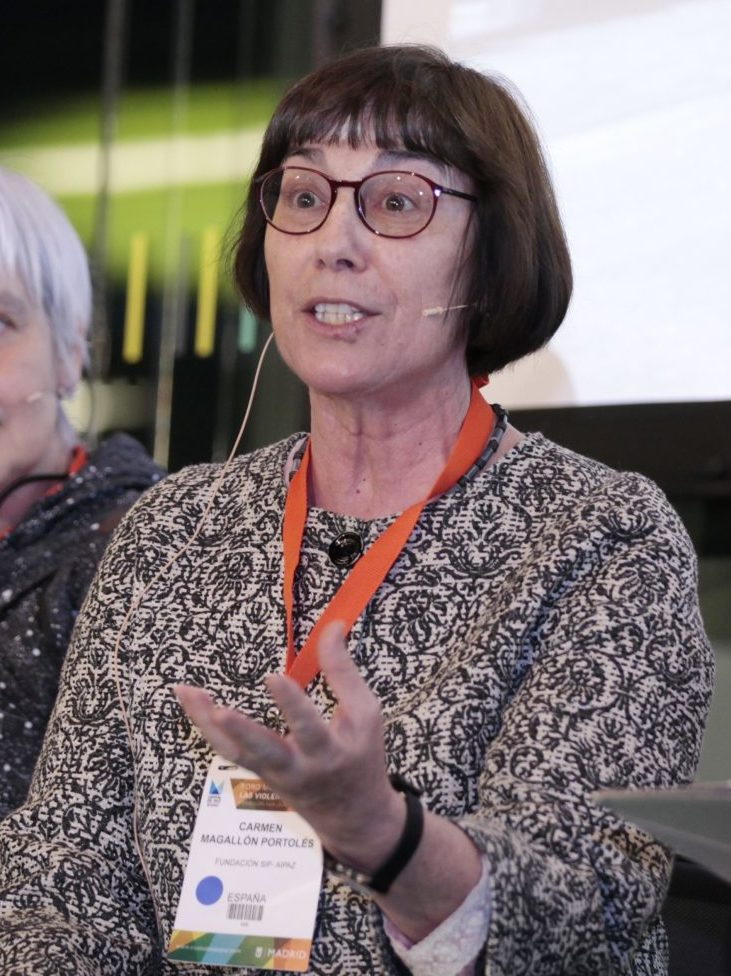
Carmen Magallón

- 28 de diciembre: Carmen Magallón, catedrática española de Física y Química de la Universidad de Zaragoza.
- 29 de diciembre: Roberto Converti, arquitecto y urbanista argentino.
- 31 de diciembre: Fernando Jaramillo Paredes, músico colombiano, director de la orquesta Los Tupamaros (f. 2014).

### Fechas desconocidas
- Margarita López Maya, historiadora venezolana.
- Tullio Simoncini, médico oncólogo italiano, homicida convicto por prescribir bicarbonato sódico para tratar el cáncer (f. 2024).
- Antonio Ugo, actor y director argentino de cine, teatro y televisión (f. 2012).

## Fallecimientos

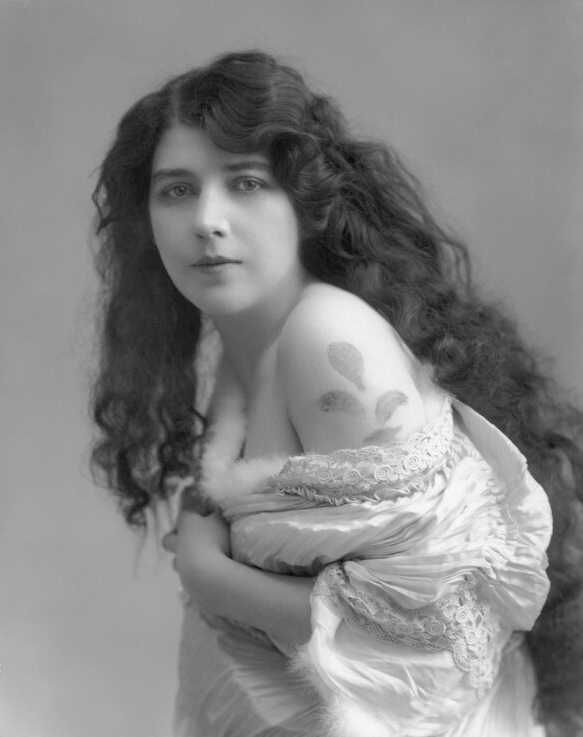
Ethel Warwick.

### Enero
- 3 de enero: Ferdinand Porsche, ingeniero austriaco (n. 1875)
- 5 de enero: Andréi Platónov, escritor ruso.
- 7 de enero: René Guénon, filósofo y sufí francés (n. 1886).
- 10 de enero: Sinclair Lewis, novelista estadounidense, premio nobel de literatura en 1930.
- 28 de enero: Carl Gustaf Mannerheim, militar y presidente finlandés entre 1944 y 1946.
- 29 de enero: Evaristo Valle, pintor español.
- 30 de enero: Ferdinand Porsche, empresario alemán.

### Febrero
- 19 de febrero: André Gide, escritor francés, premio nobel de literatura en 1947.

### Marzo
- 24 de marzo: José Enrique Varela, militar español.
- 26 de marzo: Walter Kirchhoff, tenor alemán (n. 1879).

### Abril
- 13 de abril: Bala Sahib (82), virrey y artista indio, creador de la serie de yoga suria namaskar (n. 1868).
- 19 de abril: Frank Hopkins, militar y jinete estadounidense, activista para la preservación del mustang (caballo).
- 20 de abril: Ivanoe Bonomi, político italiano.
- 23 de abril: Charles Gates Dawes, financiero y político estadounidense, premio nobel de la paz en 1925.
- 29 de abril: Ludwig Wittgenstein, filósofo austro-británico.

### Mayo
- 3 de mayo: Homero Manzi, letrista, político y cineasta argentino (n. 1907).
- 6 de mayo: Élie Cartan, matemático francés.
- 7 de mayo: Warner Baxter, actor estadounidense.

### Junio
- 7 de junio: Oswald Pohl, líder político nazi alemán.
- 8 de junio: Herman Hupfeld, compositor estadounidense.
- 21 de junio: Charles Perrine, astrónomo estadounidense radicado en Argentina (n. 1867).

### Julio
- 12 de julio: Juan Alcaide, poeta español.
- 13 de julio: Arnold Schönberg, compositor austriaco.
- 23 de julio: Philippe Pétain, militar y político francés.

### Agosto
- 5 de agosto: Artur Schnabel, compositor y pianista austriaco (n. 1882).
- 21 de agosto: Constant Lambert, director de orquesta y compositor británico.

### Septiembre
- 3 de septiembre: Ernestina Lecuona, compositora, pianista y docente cubana (n. 1882).
- 7 de septiembre: María Montez, actriz dominicana.
- 12 de septiembre: Ethel Warwick, modelo y actriz británica (n. 1882).
- 14 de septiembre: Fritz Busch, director de orquesta y músico alemán.
- 15 de septiembre: Jacinto Guerrero, compositor español de zarzuela.
- 19 de septiembre: José Ribelles Comín, bibliógrafo y periodista español .

### Octubre
- 6 de octubre: Otto Fritz Meyerhof, fisiólogo alemán, premio nobel de medicina en 1922.

### Noviembre
- 5 de noviembre: Reggie Walker, atleta sudafricano.

### Diciembre
- 10 de diciembre: Algernon Blackwood, escritor británico.
- 17 de diciembre: Jimmy Yancey, pianista y compositor de blues estadounidense.
- 23 de diciembre: Enrique Santos Discépolo, compositor, músico, dramaturgo y cineasta argentino (n. 1901).

## Arte y literatura
- Se descubren las pinturas rupestres de La Sarga (España).
- La escritora estadounidense Madeleine L'Engle publica la novela Camila Dickinson.
- La escritora francesa Marguerite Yourcenar publica su novela histórica Memorias de Adriano.
- El escritor chileno Óscar Castro Zúñiga publica su obra La vida simplemente.
- El escritor español Camilo José Cela publica la novela La colmena.
- El escritor estadounidense J. D. Salinger publica El guardián entre el centeno.
- El escritor argentino Julio Cortázar publica su primer libro de cuentos Bestiario.
- El escritor mexicano Juan Rulfo publica su obra ¡Diles que no me maten!.
- 6 de enero: Luis Romero obtiene el premio Nadal por su novela La noria.
- Isaac Asimov: Fundación, En la arena estelar.
- Samuel Beckett: Molloy.
- Ray Bradbury: El hombre ilustrado.
- Truman Capote: El arpa de hierba.
- Agatha Christie: Intriga en Bagdad, Ocho casos de Poirot.
- Friedrich Dürrenmatt: La sospecha.
- C. S. Lewis: El príncipe Caspian.
- Eugène Ionesco: La lección.
- Tennessee Williams: La rosa tatuada.
- Jean-Paul Sartre: El diablo y Dios.
- Albert Camus: El hombre rebelde.

## Ciencia y tecnología
- 20 de diciembre: un experimento con el Reactor Experimental Reproductor Número Uno (EBR-I) demostró la viabilidad de la energía nuclear al iluminar cuatro bombillas.
- En México, Luis E. Miramontes sintetiza la 19-noretisterona, primer anticonceptivo oral.

## Cine
- Bellisima, película italiana dirigida por Luchino Visconti.
- Caravana de mujeres, película estadounidense dirigida por William A. Wellman.
- Cielo negro, película española dirigida por Manuel Mur Oti.
- Diario de un cura rural, película francesa dirigida por Robert Bresson.
- El comienzo del verano, película japonesa dirigida por Yasujirō Ozu.
- El gran carnaval, película estadounidense dirigida por Billy Wilder.
- El río, película francesa dirigida por Jean Renoir.
- Esa pareja feliz, película española, ópera prima de los directores Juan Antonio Bardem y Luis García Berlanga.
- Extraños en un tren, película estadounidense dirigida por Alfred Hitchcock.
- La reina de África, película estadounidense dirigida por John Huston, ganadora de un premio Óscar en 1952.
- La señorita Oyu, película japonesa dirigida por Kenji Mizoguchi.
- Milagro en Milán, película italiana dirigida por Vittorio De Sica.
- Otelo, película de coproducción marroquí-estadounidense-franco-italiana dirigida por Orson Wells, ganadora del Gran Premio del Jurado del Festival de Cannes (Francia) de 1952.
- Quo vadis, película estadounidense dirigida por Mervyn LeRoy.
- Surcos, película española dirigida por José Antonio Nieves Conde.
- Ultimátum a la Tierra, película de ciencia ficción estadounidense dirigida por Robert Wise.
- Un americano en París, película estadounidense dirigida por Vincente Minnelli, ganadora de 6 Premios Óscar en 1952, entre ellos a la mejor película.
- Un lugar en el sol, película estadounidense dirigida por George Stevens, ganadora de 6 Premios Óscar en 1952.
- Un tranvía llamado deseo, película estadounidense dirigida por Elia Kazan, ganadora de 4 Premios Óscar en 1952.
- Un solo verano de felicidad, película sueca dirigida por Arne Mattsson, ganadora del Oso de Oro del Festival Internacional de Cine de Berlín en 1952.

## Música
- Tras triunfar en la Unión Soviética y en los Estados Unidos, la Sinfonía n.º 5 de Prokófiev fracasa en Europa. El crítico de Music Survey Dennis Dobson la califica como «un regalo a los enemigos de la música contemporánea».[cita requerida]
- En septiembre, debido a problemas financieros y al declive en su carrera, el cantante y actor Frank Sinatra hace su debut  en el Hotel Dessert Inn de Las Vegas, Nevada. Además de cantar en el Riverside Hotel en Reno, Nevada.

## Deporte
- Del 25 de febrero al 9 de marzo se celebran los I Juegos Panamericanos en la ciudad de Buenos Aires, Argentina.

### Baloncesto
- Del 3 al 12 de mayo se celebra el VII Campeonato Europeo Masculino en la ciudad de París (Francia).

### Béisbol
- Liga de Béisbol Profesional de la República Dominicana: los Tigres del Licey se proclaman campeones al derrotar a los Leones del Escogido en la primera edición de la competición.

### Fórmula 1
- El argentino Juan Manuel Fangio se consagra campeón del mundo de Fórmula 1.

### Fútbol
- Fútbol Profesional Colombiano: Millonarios (2.ª vez).
- Llega al aeropuerto madrileño de Barajas el futbolista argentino Roque Olsen, contratado por el Real Madrid.
- El 22 de abril el Atlas de Guadalajara se corona campeón de la Primera División de México.

## Premios Nobel
- Física: John Cockcroft, Ernest Walton.[2]
- Química: Edwin McMillan, Glenn T. Seaborg.[2]
- Medicina: Max Theiler.[2]
- Literatura: Pär Lagerkvist.[2]
- Paz: Léon Jouhaux.[2]